# Tulia Guisado
Tulia Guisado Muñoz (Barcelona, 1979) es una poeta española. 

## Trayectoria
Tulia Guisado es licenciada en Filología Hispánica por la Universidad de Barcelona; más tarde obtuvo el postgrado “Crítica literaria en la prensa” en la Universidad Pompeu Fabra. Realizó estudios de doctorado en el programa de literatura Historia e invención de los textos literarios hispánicos en la UB y un máster de “Cultura Histórica y Comunicación” en la Facultad de Historia de la misma universidad. 
Finalista en la VII edición del Concurso de Poesía José María Valverde en el año 2003, y accésit con el poema "De vuelta a mis hermanas", en la VIII edición del mismo concurso en el año 2004; en 2005 publicó el conjunto de poemas Principios en la revista de literatura virtual lasiega.org. Finalista en el IV Premio Soledad Escassi de Poesía y finalista en el III Premio Nacional de Poesía Poeta de Cabra.
Ha participado en las antologías poéticas Las noches de LUPI en Madrid (Ed. La única puerta a la izquierda, Madrid, 2014), Amor se escribe sin sangre (Ed. Lastura, Toledo, 2015), Pessoas: 28 heterónimos esperando a Fernando Pessoa (Ed. Karima Editora, 2016), 20 con 20. Diálogos con poetas españolas actuales (Ed. Huerga y Fierro, 2016), Tribu versus Trilce (Ed. Karima, 2017), Odisea poética (Ed. Legados, 2016) y Poeta en Nueva York. Poetas de Tierra y Luna (Karima Editora, 2018). Sus poemas han sido incluidos en revistas literarias como CAL, La Galla Ciencia y Álora, la bien cercada. 
En 2015 publicó su primer libro, 37'6 (Ed. Legados, Colección Netwriters Poesía); en 2017 su segundo libro Caníbal (Ed. Ya lo dijo Casimiro Parker); y en 2018 Estudio sobre noviembre (Ed. Huerga y Fierro).
Lectora ávida de poesía considera muy cercanos a algunos poetas como José Hierro. También considera que su obra manifiesta la influencia de otros poetas y escritores destacados como Antonio y Manuel Machado, Borges, Fonollosa,  Panero, y la de autoras como Pizarnik, Rosario Castellanos, Sor Juan Inés de la Cruz, Anne Sexton, Wislawa Szymborska, Ingeborg Bachmann. Entre otros poetas  sigue a Pedro Salinas, Cernuda, Lorca y Ángel González.

## Obras
- 37'6, 2015.
- Caníbal, 2017.
- Estudio sobre noviembre, 2018.